# (4131) Stasik
(4131) Stasik (1988 DR4) – planetoida z pasa głównego asteroid okrążająca Słońce w ciągu 5,65 lat w średniej odległości 3,17 j.a. Została odkryta 23 lutego 1988 roku.